# Villa Fanini
Villa Fanini è una villa situata su un colle in località Gragnano nel comune di Capannori in provincia di Lucca. Si sviluppa su una superficie di 2.400 m² ed è circondata da un parco che si estende per 16.000 m².

## Storia
Fatta costruire agli inizio del '600 dalla famiglia Arnolfini, e riccamente affrescata in stile barocco dai maestri Gioacchino Pizzoli e Angelo Michele Colonna, questa residenza visse il suo periodo di massimo splendore nell'800 quando passò ad Ascanio Mansi, primo ministro e segretario di stato dei Borbone, che la trasformò in luogo di vacanza e di incontri diplomatici. Nel 1840 alla morte di Ascanio, venne lasciata in eredità al figlio Giovan Battista e da questi, deceduto senza prole, alla sorella Clelia in Burlamacchi. Agli inizi del novecento fu ceduta ai conti Marchi che utilizzarono le terre di corredo destinate a uliveto e vigneto, per produrre l'olio e vino di Gragnano, apprezzato in tutto il mondo. Dal 1983 il proprietario è Ivano Fanini.

## Galleria d'immagini

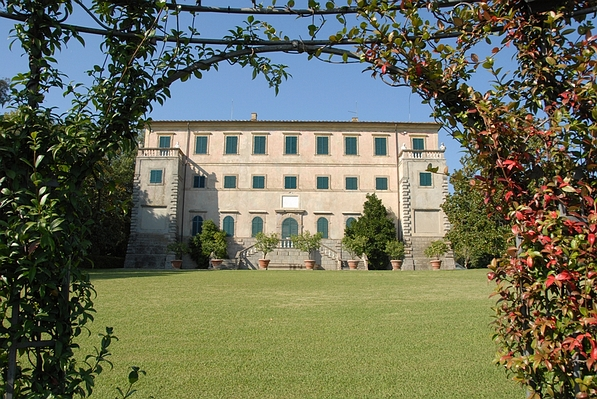
Una delle facciate di Villa Fanini
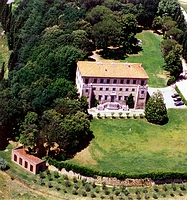
Villa Fanini vista dall'alto
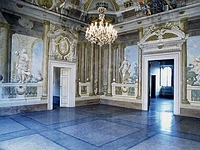
Uno dei saloni principali completamente affrescato
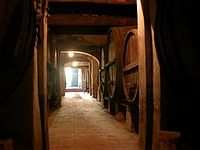
Un particolare delle cantine
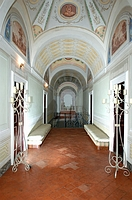
Il corridoio del piano superiore
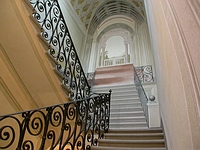
La magnifica scala principale
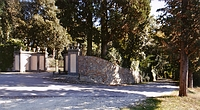
L'ingresso principale
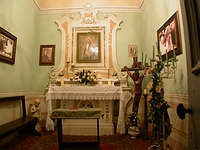
Particolare della cappella con l'altare